# District coutumier
Ein District coutumier (auch Grande-chefferie, deutsch etwa: Herrschaftsbereich) ist eine besondere Form einer Verwaltungseinheit in Neukaledonien, die, als Untergliederung einer Aire coutumière, parallel zu den sonstigen dortigen Verwaltungseinheiten existiert.
Die Einrichtung geht auf die Matignon-Abkommen von 1988 zurück und wurde 1999 in der jetzigen Form gesetzlich festgelegt. Der historische Ursprung ist die Décision gouvernatoriale n° 840 vom 8. August 1898.
Die Districts coutumières sind in ihrem Gebiet zuständig für privatrechtliche Angelegenheiten im Bezug auf den besonderen Status der Kanaken, deren Sprache und deren Kultur. Sie umfassen jeweils das Gebiet eines Stammes oder mehrerer Stämme und haben jeweils einen Grand-chef (deutsch etwa: Oberhäuptling). Es gibt insgesamt 61 Districts coutumières, in denen sich 342 Tribus verteilen.